# RS-818
Pour les articles homonymes, voir Route 818.
La RS-818 est une route locale du Nord-Ouest de l'État du Rio Grande do Sul reliant la limite des municipalités de Jacuizinho et Salto do Jacuí au centre-ville de cette dernière. Elle est longue de 26,300 km.